# 2010 JK124
2010 JK124 est un objet transneptunien.

## Caractéristiques
2010 JK124 mesure environ 360 km de diamètre, ce qui le qualifie comme un candidat au statut de planète naine.